# Світові релігії

Світові релігії за країнами: країна має колір, відповідний основній релігії чи конфесії:
фіолетовий — католики, рожевий — православні, блакитний — протестанти,
темно-зелений — суніти, світло-зелений — шиїти,
помаранчевий — індуїсти, червоний — юдеї, світло-помаранчевий — китайські релігії

Світові́ релі́гії — віровчення, які мають міжетнічний і космополітичний характер, оскільки вони гарантують спасіння незалежно від того, до якого етносу належать їх послідовники.

## Загальний опис
Також часто це поняття використовується в таких значеннях:
1. у широкому значенні як «релігії світу», маючи на увазі не лише нині існуючі, але й мертві релігії;
2. в обмеженому і оціночному значенні як «основні релігії світу»;
3. у курсах і книгах ця назва означає, що мова йде не лише про християнство, біблейську або юдейську традиції.

Нині найчастіше до них відносять такі віровчення, як буддизм, християнство, іслам. Проте мало хто знає, що в історичній перспективі поняття «Світова релігія» аж по ХІХ ст. використовували виключно стосовно християнства.
Буддизм став другою релігією, щодо якої почали використовувати це словосполучення. А іслам тривалий час вважали виключно релігією арабів, тобто національною релігією. Такий список зустрічається без пояснень у Е. Трельча в роботі «Місце християнства серед світових релігій».

У сучасному релігієзнавстві, в англомовній традиції, під поняттям «Світові релігії» (World Religions) зазвичай розуміють «основні релігії світу» і окрім буддизму, християнства та ісламу, також включають Даосизм, індуїзм, юдаїзм, конфуціанство, синтоїзм та інші.

## Критерії
Щоб релігія вважалася світовою, вона повинна задовольняти такі критерії, запропоновані ЮНЕСКО:
- Об'єднання великої спільності людей
- Наявність послідовників у багатьох країнах і серед різних народів

Крім того раніше іноді використовували додаткові критерії, які відсікали низку релігій:
- Світова релігія не може служити ознакою національної ідентичності
- Повинна бути складена досить чітка філософська школа, з подібними течіями
- Наявність впливу на розвиток світової історії, світового мистецтва та ін, при цьому культура світової релігії не повинна бути абсолютно однаковою у всіх регіонах.